# Predrag Matić
Predrag Fred Matić (ur. 2 czerwca 1962 w Požedze, zm. 23 sierpnia 2024 w Zagrzebiu) – chorwacki polityk, wojskowy i urzędnik państwowy, parlamentarzysta, od 2011 do 2016 minister ds. weteranów, poseł do Parlamentu Europejskiego IX i X kadencji.

## Życiorys
Ukończył dwuletnie studium pedagogiczne na Uniwersytecie w Osijeku. Pracował jako nauczyciel, na początku lat 90. zaczął prowadzić własną działalność gospodarczą. W 1991 w czasie wojny w Chorwacji był wśród obrońców Vukovaru, po zajęciu miasta przez Serbów przez dziewięć miesięcy był jeńcem wojennym. Został inwalidą wojennym, leczył się na zespół stresu pourazowego. Pracował następnie w administracji, kierował działem ds. ogólnych w sztabie generalnym, był szefem gabinetu ministra ds. weteranów oraz rzecznikiem prasowym sztabu generalnego. Przeszedł w stan spoczynku w stopniu brygadiera. Od 2004 do 2005 pełnił funkcję doradcy Jadranki Kosor, ówczesnej minister ds. weteranów. W 2010 prezydent Ivo Josipović powołał go na swojego doradcę ds. weteranów.
W grudniu 2011 objął urząd ministra ds. weteranów w rządzie Zorana Milanovicia. W wyborach w 2015 z ramienia Socjaldemokratycznej Partii Chorwacji uzyskał mandat posła do Zgromadzenia Chorwackiego. W styczniu 2016 formalnie wstąpił do SDP, w tym samym miesiącu zakończył pełnienie funkcji rządowej. W przedterminowych wyborach w tym samym roku z powodzeniem ubiegał się o poselską reelekcję.
W 2019 uzyskał natomiast mandat posła do Parlamentu Europejskiego IX kadencji. W 2020 ponownie wybrany do chorwackiego parlamentu (zdecydował się jednak pozostać w PE). Również w 2024 uzyskał mandat deputowanego do Zgromadzenia Chorwackiego. Nie przystąpił do jego wykonywania w związku z niepołączalnością z mandatem europosła. W czerwcu tego samego roku został ponownie wybrany do Europarlamentu X kadencji. Zmarł wkrótce po jej rozpoczęciu w sierpniu 2024.